# AC 카스
AC 카스(AC Cars)는 잉글랜드의 스포츠카 제조사다.